# Пэйтон, Уолтер
Уолтер Джерри Пэйтон (англ. Walter Jerry Payton, 25 июля 1953 — 1 ноября 1999) — профессиональный игрок в американский футбол, выступавший в Национальной футбольной лиге за команду «Чикаго Беарз» на позиции раннинбека. За свою карьеру Пэйтон 9 раз участвовал в Про Боулах и один раз признавался самым ценным игроком Про Боула. Он удерживал рекорды НФЛ по количеству сделанных за карьеру ярдов на выносе, тачдаунам, скримаджам и в многих других категориях. Его восемь пассов, завершившихся тачдаунами, являются рекордом НФЛ для игроков не квотербеков. В 1993 году он был введён в Зал славы профессионального футбола. Член Зала славы как игрок и тренер Майк Дитка описал Пэйтона как величайшего игрока, которого он когда-либо видел, но ещё более великого как просто человека .
Пэйтон начал карьеру футболиста в Миссисипи, а позже стал выдающимся игроком университета Джексон Стэйт, где он включался во всеамериканскую сборную. В 1975 году он был выбран на драфте НФЛ клубом «Чикаго Беарз» в первом раунде под четвёртым номером. В 1985 году Пэйтон с командой стал победителем Супербоула XX, а сам стал самым ценным игроком НФЛ.
1 ноября 1999 года Пэйтон умер в возрасте 45 лет от редкого заболевания холангиокарциномы.

## Ранняя жизнь
Уолтер Пэйтон родился 25 июля 1953 года в Колумбии (штат Миссисипи) и был одним из трёх детей в семье Питера и Эйлин Пэйтонов. Его отец работал на заводе, и играл на полу-профессиональном уровне в бейсбол. В детстве Уолтер принимал активное участие в бойскаутском движении, играл в Литтл лиге, а также посещал местную церковь. Учась в школе Джона Джефферсона он играл на барабане в марширующем оркестре, был членом легкоатлетической команды и пел в школьном хоре. Вне школы он играл в джаз-роковой группе.
Его брат Эдди был членом команды по американскому футболу, сам же Пэйтон не играл в футбол, частично из-за нежелания соревноваться с братом. После того, как Эдди выпустился со школы, футбольный тренер попросил Пэйтона вступить в его команду. Уолтер согласился с условием, что он продолжит играть в оркестре.
Уолтер сразу же достиг больших успехов на позиции раннинбека. С его ростом 178 см он не был особенно крупным игроком, но благодаря силе и скорости он стал одним из ключевых игроков команды. В этом же году его школу объединили со старшей школой Колумбии и их главный тренер в объединённой команде стал всего лишь ассистентом. Эта перестановка сильно огорчила игроков, а сам Пэйтон в знак протеста бойкотировал часть весенних тренировок, однако вернулся в команду осенью. Благодаря его выдающейся игре, Колумбия показала в сезоне результат 8-2, а сам Уолтер получил множество наград, в том числе включение в сборную штата. Его выступления также сыграли роль в уменьшении общественного напряжения, связанного с десегрегацией.

## Статистика
Пэйтон удерживал рекорд НФЛ по количеству ярдов на выносе и общему количеству ярдов до сезона 2002 года, когда Эммитт Смит сумел побить эти рекорды. До 2000 года ему также принадлежал рекорд по количеству сделанных ярдов на выносе в одной игре, пока Кори Диллон не превзошёл его достижение. Пэйтон был лидером лиги по сделанным ярдам на выносе и тачдаунам в сезоне 1977 года. По состоянию на конец сезона 2013 года он занимает второе место в истории НФЛ по ярдам на выносе и четвёртое место по тачдаунам, сделанным на выносе. Вместе с Френком Гиффордом Пэйтон кинул шесть мячей, которые были перехвачены, что является рекордом для игроков НФЛ, выступающих не на позиции квотербека. Он также сумел сделать восемь пасов, которые закончились тачдаунами.

### Статистика за карьеру
| * | Бывший рекорд НФЛ |

| Показатель                             | Регулярный чемпионат | Плей-офф |
| -------------------------------------- | -------------------- | -------- |
| Ярды на выносе                         | 16 726*              | 632      |
| Тачдауны на выносе                     | 110*                 | 2        |
| Попыток выноса                         | 3838*                | 180      |
| Ярдов получено                         | 4538                 | 178      |
| Receiving Touchdowns                   | 15                   | 0        |
| Полученных мячей                       | 492                  | 22       |
| Ярдов после скриммеджа                 | 21 264*              | 810      |
| Всего ярдов (не включая пасовых ярдов) | 21 803*              | 867      |
| Пассовых ярдов                         | 331                  | 19       |
| Пассовых тачдаунов                     | 8                    | 1        |
| Игр сыграно                            | 190                  | 9        |

### Статистика по сезонам
|      | Вынос   | Вынос   | Вынос | Вынос   | Вынос | Вынос     | Получение | Получение | Получение | Получение | Получение |
| Год  | Команда | Попыток | Ярдов | Среднее | LNG   | Тачдаунов | NO.       | Ярдов     | Среднее   | LNG       | Тачдаунов |
| ---- | ------- | ------- | ----- | ------- | ----- | --------- | --------- | --------- | --------- | --------- | --------- |
| 1975 | Чикаго  | 196     | 679   | 3.5     | 54t   | 7         | 33        | 213       | 6.5       | 40        | 0         |
| 1976 | Чикаго  | 311     | 1390  | 4.5     | 60    | 13        | 15        | 149       | 9.9       | 34        | 0         |
| 1977 | Чикаго  | 339     | 1852  | 5.5     | 73    | 14        | 27        | 269       | 10.0      | 75t       | 2         |
| 1978 | Чикаго  | 333     | 1395  | 4.2     | 76    | 11        | 50        | 480       | 9.6       | 61        | 0         |
| 1979 | Чикаго  | 369     | 1610  | 4.4     | 43t   | 14        | 31        | 313       | 10.1      | 65t       | 2         |
| 1980 | Чикаго  | 317     | 1460  | 4.6     | 69t   | 6         | 46        | 367       | 8.0       | 54t       | 1         |
| 1981 | Чикаго  | 339     | 1222  | 3.6     | 39    | 6         | 41        | 379       | 9.2       | 30        | 2         |
| 1982 | Чикаго  | 148     | 596   | 4.0     | 26    | 1         | 32        | 311       | 9.7       | 40        | 0         |
| 1983 | Чикаго  | 314     | 1421  | 4.5     | 49t   | 6         | 53        | 607       | 11.5      | 74t       | 2         |
| 1984 | Чикаго  | 381     | 1684  | 4.4     | 72t   | 11        | 45        | 368       | 8.2       | 31        | 0         |
| 1985 | Чикаго  | 324     | 1551  | 4.8     | 40t   | 9         | 49        | 483       | 9.9       | 65        | 2         |
| 1986 | Чикаго  | 321     | 1,333 | 4.2     | 41    | 8         | 37        | 382       | 10.3      | 57        | 3         |
| 1987 | Чикаго  | 146     | 533   | 3.7     | 17    | 4         | 33        | 217       | 6.6       | 16        | 1         |

## Память
Американский джазовый саксофонист Эрик Александер посвятил Пэйтону композицию «#34 Was Sweetness (For Walter Payton)», записанную на альбоме The First Milestone.